# Thriller (Album)
Thriller ist das sechste Studioalbum des US-amerikanischen Sängers Michael Jackson. Es erschien am 30. November 1982 bei Epic Records. Wie beim Vorgängeralbum Off the Wall (1979) war Quincy Jones der Produzent, während Jackson bei dessen selbstgeschriebenen Titeln als Produzent fungierte und bei ihrer zweiten Zusammenarbeit einen deutlich stärkeren Einfluss auf das Album ausübte. Mit Thriller avancierte er zum weltweit kommerziell erfolgreichsten Popsänger der 1980er Jahre.
Das Album verbindet Genres wie Pop, R&B, Rock, Post-Disco und Funk. Die Aufnahmen fanden zwischen April und November 1982 in den Westlake Recording Studios in Los Angeles mit einem Produktionsbudget von 750.000 US-Dollar statt. Von den neun Titeln auf dem Album wurden vier Stücke von Jackson geschrieben. Es wurden sieben Singles aus Thriller ausgekoppelt, die alle die Top 10 der Billboard Hot 100 erreichten; drei davon, Billie Jean, Beat It und Thriller sogar die Spitze der Charts.
Mit rund 67 Millionen verkauften Exemplaren ist Thriller das weltweit meistverkaufte Album. Andere Quellen gehen sogar von bis zu 110 Millionen Einheiten aus. Bei den Grammy Awards 1984 gewann Jackson für das Album acht Preise, was bis heute ebenfalls einen Rekord darstellt. In der Liste der 500 besten Alben aller Zeiten der Musikzeitschrift Rolling Stone belegt Thriller Platz 20.

## Entstehung
Jackson arbeitete mit Quincy Jones während der Entstehungszeit von Thriller an etwa 30 Songs, von denen schließlich neun auf dem Album landeten. Die Aufnahmen begannen am 14. April 1982 mit der Arbeit an dem Titel The Girl Is Mine mit Paul McCartney, der auch als erste Single ausgewählt wurde. Die letzten vier Songs, die für das Album fertiggestellt wurden, waren Beat It, Human Nature, P.Y.T. (Pretty Young Thing) und The Lady in My Life. Mit dem letzten Tag des Mixing-Prozesses am 8. November 1982 wurde die Arbeit an dem Album abgeschlossen.
Vier Mitglieder der US-amerikanischen Rockband Toto, die 1983 mit sechs Grammys ausgezeichnet wurde, waren ebenfalls an der Entstehung des Albums beteiligt. So sind auf dem Album die Musiker Steve Lukather (Gitarre und Bass), David Paich (Keyboard und Synthesizer) sowie die beiden Brüder Steve (Keyboard und Synthesizer) und Jeff Porcaro (Schlagzeug) zu hören. Ferner schrieb Steve Porcaro für Jackson auch das Lied Human Nature. Jackson selbst schrieb vier Titel für das Album: Wanna Be Startin’ Somethin’, The Girl Is Mine, Beat It und Billie Jean. An diesen Songs war Jackson auch als Produzent beteiligt. 
Für das Gitarrensolo des Titels Beat It suchten Jones und Jackson mehrere Wochen nach einem geeigneten Gitarristen und entschieden sich schließlich für Eddie Van Halen von der Rockband Van Halen, der den später zu einem der bekanntesten Gitarrensoli zählenden Part ohne Bezahlung einspielte.
Weitere Titel, die Jackson nicht auf Thriller unterbringen konnte, sind etwa Carousel (geschrieben von Michael Sembello), Nite Line (geschrieben von Glen Ballard), Trouble (auch genannt She’s Trouble, geschrieben von Terry Britten, Bill Livsey und Sue Shifrin) und Hot Street (geschrieben von Temperton, auch bekannt als Slapstick). Es existieren Demos dieser Titel, die mittlerweile im Internet verbreitet worden sind. Carousel und Hot Street wurden fertiggestellt, später jedoch nicht auf dem Album berücksichtigt.
Auf dem aufklappbaren Plattencover ist Jackson in einem weißen Anzug vor dunklem Hintergrund abgebildet. Diese Abbildung wird auf der aufgeklappten Innenseite erweitert dargestellt, dort ist ein junger Tiger auf dem Knie Jacksons zu sehen. Interpret und Songtitel sind in Schreibschrift abgedruckt.

## Inhalt und Musik

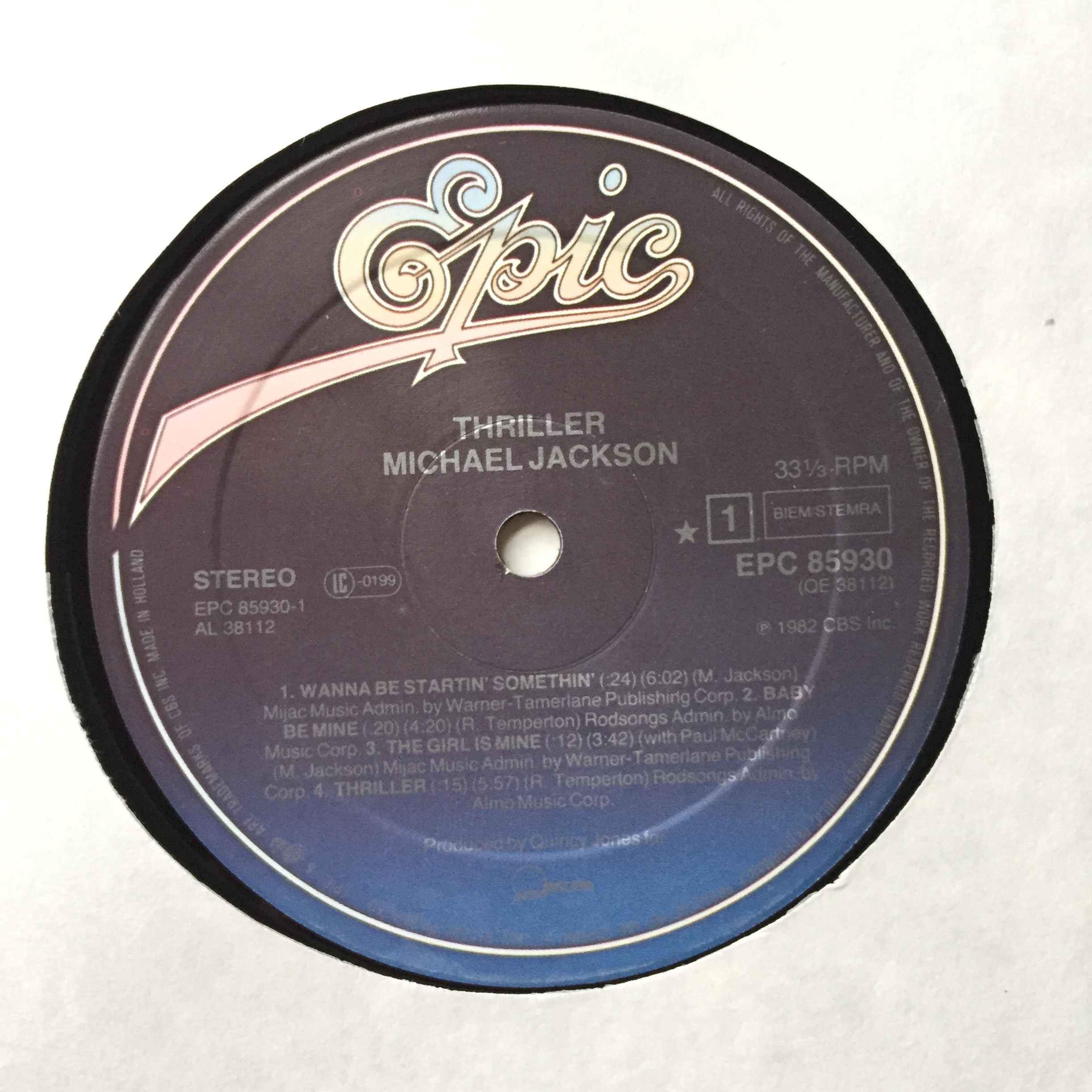
Label der LP

Das Album gilt mit der Abkehr vom Disco-Sound des Vorgängers als ein Post-Disco-Album. Im Gegensatz zum Vorgängeralbum Off the Wall orientiert sich Thriller mehr an der Popmusik und ist, wie Anfang der 1980er Jahre üblich, deutlich synthetischer produziert. Die Lieder auf dem Album haben ein Tempo von 80 BPM bei The Girl Is Mine bis hin zu 138 BPM bei Beat It.
Das Eröffnungsstück Wanna Be Startin’ Somethin’ wurde bereits für Off the Wall geschrieben und aufgenommen und setzt sich kritisch mit den Medien und der Verbreitung von Gerüchten auseinander. Die Refrainzeile „Mama-say mama-sah ma-ma-coo-sah“ stammt ursprünglich von dem Manu-Dibango-Klassiker Soul Makossa aus dem Jahre 1972 und wurde zum Beispiel auch für Rihannas Don't Stop the Music (2007) verwendet. Michael Jackson wurde von Dibango wegen Urheberrechtsverletzung verklagt. Das Lied ist in E-Dur gehalten und hat 122 BPM.
Baby Be Mine ist ein in e-Moll geschriebener Popsong mit 110 BPM, in dem die Hauptfigur seine Angebetete davon überzeugen möchte, mit ihm zusammenzukommen.
The Girl Is Mine wurde als erster Song veröffentlicht, um durch dieses Duett mit dem in Europa bekannteren Paul McCartney das Album besser zu platzieren. Das Lied war nach den beiden Titeln Say Say Say und The Man, die 1983 auf McCartneys Album Pipes of Peace erschienen und bereits 1981 aufgenommen worden waren, die dritte musikalische Zusammenarbeit der beiden befreundeten Künstler. Das Lied handelt von zwei Männern, die sich um dasselbe Mädchen streiten, und darum, wem von ihnen dieses mehr zugeneigt ist.
Der Titelsong Thriller hat ein Tempo von 118 BPM. Die Rezitation stammt vom Schauspieler Vincent Price, der seine Aufnahmen in nur zwei Takes fertigstellte, was der Produzent Jones später als „großartig“ bezeichnete. Die Instrumentierung des Liedes besteht aus Synthesizer, Gitarre, Trompete, Flügelhorn, Saxophone, Flöte und einer Posaune. Der Titel beinhaltet auch diverse Soundeffekte, wie etwa knarrende Türen, Donner, Schritte auf Holzdielen und Hundegejaule. Ursprünglich sollte das Stück Starlight oder Midnight Man heißen, aber Rod Temperton änderte den Namen schließlich in Thriller, weil dieser seiner Meinung nach besseres Werbepotenzial hatte. Der Regisseur John Landis drehte im Herbst 1984 ein Video zu dem Stück, das Musikgeschichte schrieb.
Jones und Jackson waren fest entschlossen, mit Beat It einen Rocksong aufzunehmen, der möglichst allen Leuten unabhängig von ihrem Musikgeschmack gefallen sollte. Der Text handelt von Niederlagen und Mut und stellt ein wichtiges Beispiel für Jacksons Ablehnung von Gewalt dar. Die Zeile „don't be a macho man“ etwa gilt als bezugnehmend hierfür, was auch auf die Misshandlungen in seiner Kindheit durch seinen Vater Joseph zurückzuführen sei.
Das Stück Billie Jean sollte erst Not My Lover heißen, weil Produzent Jones Verwechslungen mit der US-amerikanischen Tennisspielerin Billie Jean King vermeiden wollte. Jones wollte auch ein deutlich kürzeres Intro durchsetzten. Jackson bestand jedoch darauf, weil es ihn zum Tanzen animierte. Das Lied handelt von einer Frau, die behauptet, der Protagonist des Songs sei der Vater ihres Kindes. Billie Jean wird schon in dem Stück Wanna Be Startin’ Somethin’ erwähnt. Billie Jean hat 119 BPM und ist in fis-Moll komponiert. Auf der originalen deutschen LP-Plattenhülle des Albums ist eine Strophe des Textes doppelt abgedruckt und die korrekte Strophe fehlt.
Die Ballade Human Nature wurde von Steve Porcaro, Keyboarder von Toto, verfasst, der das Lied für seine Tochter geschrieben hatte. Es wurde als letztes Stück ausgewählt und verdrängte damit Carousel von der endgültigen Titelliste. Während P.Y.T. (Pretty Young Thing) einer der schnelleren Songs auf Thriller ist, schließt das Album mit einer weiteren Ballade, The Lady in My Life.

## Titelliste
1. Wanna Be Startin’ Somethin’  (Michael Jackson) – 6:03*
2. Baby Be Mine (Rod Temperton) – 4:20
3. The Girl Is Mine (Duett mit Paul McCartney) (Michael Jackson) – 3:42*
4. Thriller (Rod Temperton) – 5:57
5. Beat It (Michael Jackson) – 4:18*
6. Billie Jean (Michael Jackson) – 4:54*
7. Human Nature (Steve Porcaro, John Bettis) – 4:06
8. P.Y.T. (Pretty Young Thing) (James Ingram, Quincy Jones) – 3:59
9. The Lady in My Life (Rod Temperton) – 5:00

Bei den mit *gekennzeichneten Titeln handelt es sich um eine Produktion von Michael Jackson.

## Wiederveröffentlichungen

### 2001: Special Edition
Seit November 2001 wurde zeitweise nur noch die Special Edition vertrieben. Sie enthält zusätzlich Audio-Kommentare von Quincy Jones und Rod Temperton sowie folgende Bonustracks:
- Someone in the Dark (Temperton, Alan Bergman, Marilyn Bergman) (zuvor veröffentlicht auf dem „E.T. Storybook“)
- Billie Jean (Home Demo) (Jackson)
- Voice-over Session from ‚Thriller‘ (with Vincent Price) (Temperton)
- Carousel (Short Version) (Sembello, Freeman)

### 2008: Thriller 25
2008 wurde das Album mit einer Bonus-DVD und fünf Remix-Tracks sowie einem neuen Titel als Thriller 25 erneut veröffentlicht. Als Produzenten wirkten unter anderem die Hip-Hop-Musiker will.i.am und Kanye West mit. Als erste Single wurde ein Remix des Songs The Girl Is Mine ausgekoppelt. Die zweite und letzte veröffentlichte Single war eine neue Version von Wanna Be Startin’ Somethin’, an der Jackson mit Akon zusammenarbeitete. Thriller 25 verkaufte sich bislang über drei Millionen Mal. Die 2008 erschienene 25th Anniversary Edition enthält neben den neun Originalsongs folgende Bonustracks:
- Voice-over Session from ‚Thriller‘ (Excerpt) (with Vincent Price) (Temperton)
- The Girl Is Mine 2008 (with will.i.am) (Jackson, will.i.am, Harris)
- P.Y.T. (Pretty Young Thing) 2008 (with will.i.am) (Jackson, will.i.am, Harris)
- Wanna Be Startin’ Somethin’ 2008 (with Akon) (Jackson, Akon, Tuinfort)
- Beat It 2008 (with Fergie) (Jackson)
- Billie Jean 2008 (with Kanye West) (Jackson)
- For All Time (Sherwood, Porcaro)
- Got the Hots (Jackson, Jones) (nur in Japan)

Die Thriller – 25th Anniversary Edition (Deluxe Digipack) enthält, neben den Bonustiteln der 25th Anniversary Edition, eine DVD mit Videoclips. Dieses gibt es mit zwei unterschiedlichen Covern.
- Thriller (Videoclip)
- Beat It (Videoclip)
- Billie Jean (Videoclip)
- Billie Jean Performance from Motown 25: Yesterday, Today, Forever (Live-Auftritt)

## Rezeption und kommerzieller Erfolg

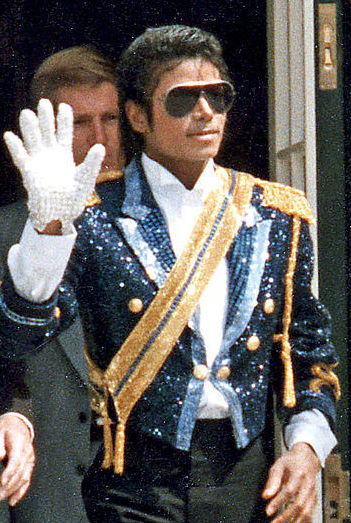
Michael Jackson (1984)

Thriller gilt als Jacksons bestes Album und war kommerziell sehr erfolgreich; dazu beigetragen haben die Musikvideos (Beat It, Billie Jean, Thriller) und seine Tanztechnik, insbesondere der Moonwalk. Positiv aufgenommen wurden auch sein Outfit, zum Beispiel der einzelne weiße Glitzerhandschuh. Die nachfolgenden Punkte illustrieren Jacksons damaligen Erfolg:
- Internationale Verkäufe: Thriller ist bereits seit der Dekade seines Erscheinens das weltweit meistverkaufte Album und überholte den bisherigen Spitzenreiter, das Album The Dark Side of the Moon von Pink Floyd. In 15 Ländern erhielt das Album Platinstatus, in sieben weiteren Gold. Die Verkaufszahl betrug zum Jahresende 1984 über 30 Millionen Exemplare, Ende der 1980er waren es über 50 Millionen.[20][21] Ab diesem Zeitpunkt variieren die genannten Zahlen stark. So geben einige Quellen rund 67 Millionen verkaufte Exemplare bis heute an,[5] während beispielsweise das Guinness-Buch der Rekorde Jackson Anfang 2006 für 104 Millionen Einheiten von Thriller auszeichnete. Ende Juni 2006 war bereits die Rede von 109 Millionen Exemplaren.[22][23] Nach Jacksons Tod im Juni 2009 wurden im selben Jahr vier Millionen Tonträger des Albums verkauft.[24]
- Platzierung des Albums in der US-Hitparade: Thriller befand sich 80 Wochen in den Top Ten der US-Hitparade. Es war das erste Album, das sich länger als ein Jahr dort hielt. Es stand mit insgesamt 37 Wochen auch am längsten an deren Spitze, davon zweimal 17 Wochen in Folge.
- Platzierung der Singleauskopplungen in der US-Hitparade: Sieben der neun Albumtracks wurden als Single ausgekoppelt, nur Baby Be Mine und The Lady in My Life nicht. Alle gelangten in die Top Ten der US-Hitparade; Billie Jean und Beat It setzten sich zudem an deren Spitze. Mit Ausnahme der ersten und letzten Single – The Girl Is Mine (1982) beziehungsweise Thriller (1984) – erschienen alle im Verlauf des Jahres 1983.
- Im März 1983 zeigte Jackson an der Feier zum 25-jährigen Jubiläum seines früheren Plattenlabels Motown in seiner Performance von Billie Jean erstmals den Moonwalk. Dieser damals neuartige Tanzschritt – er ist nicht Jacksons Kreation, jedoch durch ihn bekannt geworden – wurde zu Jacksons Markenzeichen.
- Die Musikzeitschrift Rolling Stone wählte Thriller auf Rang 20 der 500 besten Alben aller Zeiten und auf Rang 7 der 100 besten Alben der 1980er Jahre.[25]
- In der zweiten Jahreshälfte 1984 fand in Nordamerika eine das Album begleitende Tournee, die Victory Tour statt. Zugunsten dieser letzten gemeinsamen Tournee mit seinen Brüdern verzichtete Jackson auf eine Solotournee.
- 2008 wurde Thriller in die National Recording Registry aufgenommen. Mehrere Ausschnitte dieser LP wurden von verschiedenen Musikern, hauptsächlich aus dem Hip-Hop- und R&B-Genre gesampelt.

### Chartplatzierungen

#### Album
| ChartsChartplatzierungen       | Höchstplatzierung | Wochen |
| ------------------------------ | ----------------- | ------ |
| Deutschland (GfK)              | 1 (… Wo.)         | …      |
| Österreich (Ö3)                | 3 (106 Wo.)       | 106    |
| Schweiz (IFPI)                 | 4 (91 Wo.)        | 91     |
| Vereinigtes Königreich (OCC)   | 1 (259 Wo.)       | 259    |
| Vereinigte Staaten (Billboard) | 1 (… Wo.)         | …      |

| ChartsJahrescharts (1983)      | Platzierung |
| ------------------------------ | ----------- |
| Deutschland (GfK)              | 2           |
| Österreich (Ö3)                | 1           |
| Vereinigtes Königreich (OCC)   | 1           |
| Vereinigte Staaten (Billboard) | 1           |

| ChartsJahrescharts (1984)    | Platzierung |
| ---------------------------- | ----------- |
| Deutschland (GfK)            | 5           |
| Österreich (Ö3)              | 3           |
| Schweiz (IFPI)               | 1           |
| Vereinigtes Königreich (OCC) | 1           |

| ChartsJahrescharts (2010)      | Platzierung |
| ------------------------------ | ----------- |
| Vereinigte Staaten (Billboard) | 137         |

| ChartsJahrescharts (2016)      | Platzierung |
| ------------------------------ | ----------- |
| Vereinigte Staaten (Billboard) | 178         |

| ChartsJahrescharts (2018)      | Platzierung |
| ------------------------------ | ----------- |
| Vereinigte Staaten (Billboard) | 190         |

| ChartsJahrescharts (2019)      | Platzierung |
| ------------------------------ | ----------- |
| Vereinigte Staaten (Billboard) | 129         |

| ChartsJahrescharts (2020)          | Platzierung |
| ---------------------------------- | ----------- |
| Vereinigte Staaten (Billboard)     | 111         |
| Vereinigte Staaten (Billboard R&B) | 97          |

| ChartsJahrescharts (2021)      | Platzierung |
| ------------------------------ | ----------- |
| Vereinigte Staaten (Billboard) | 73          |

| ChartsJahrescharts (2022)      | Platzierung |
| ------------------------------ | ----------- |
| Vereinigte Staaten (Billboard) | 94          |

| ChartsJahrescharts (2023)      | Platzierung |
| ------------------------------ | ----------- |
| Vereinigte Staaten (Billboard) | 59          |

| ChartsJahrescharts (2024)      | Platzierung |
| ------------------------------ | ----------- |
| Vereinigte Staaten (Billboard) | 97          |

#### Singles
| Jahr | Titel                       | Höchstplatzierung, Gesamtwochen/‑monate, AuszeichnungChartplatzierungen (Jahr, Titel, , Platzierungen, Wochen/Monate, Auszeichnungen, Anmerkungen) | Höchstplatzierung, Gesamtwochen/‑monate, AuszeichnungChartplatzierungen (Jahr, Titel, , Platzierungen, Wochen/Monate, Auszeichnungen, Anmerkungen) | Höchstplatzierung, Gesamtwochen/‑monate, AuszeichnungChartplatzierungen (Jahr, Titel, , Platzierungen, Wochen/Monate, Auszeichnungen, Anmerkungen) | Höchstplatzierung, Gesamtwochen/‑monate, AuszeichnungChartplatzierungen (Jahr, Titel, , Platzierungen, Wochen/Monate, Auszeichnungen, Anmerkungen) | Höchstplatzierung, Gesamtwochen/‑monate, AuszeichnungChartplatzierungen (Jahr, Titel, , Platzierungen, Wochen/Monate, Auszeichnungen, Anmerkungen) | Anmerkungen                                                 |
| Jahr | Titel                       | DE | AT | CH | UK | US | Anmerkungen                                                 |
| ---- | --------------------------- | --- | --- | --- | --- | --- | ----------------------------------------------------------- |
| 1982 | The Girl Is Mine            | DE53 (4 Wo.)DE | — | — | UK8 (12 Wo.)UK | US2 Platin · (18 Wo.)US | Erstveröffentlichung: 26. Oktober 1982 mit Paul McCartney   |
| 1983 | Billie Jean                 | DE2 (40 Wo.)DE | AT2 (6½ Mt.)AT | CH1 (34 Wo.)CH | UK1 ×2Doppelplatin · (33 Wo.)UK | US1 ×10Zehnfachplatin · (25 Wo.)US | Erstveröffentlichung: 2. Januar 1983                        |
| 1983 | Beat It                     | DE2 (34 Wo.)DE | AT6 (2½ Mt.)AT | CH2 (24 Wo.)CH | UK3 Platin · (22 Wo.)UK | US1 ×8Achtfachplatin · (25 Wo.)US | Erstveröffentlichung: 1. Februar 1983 feat. Eddie Van Halen |
| 1983 | Wanna Be Startin’ Somethin’ | DE16 (11 Wo.)DE | — | — | UK8 Silber · (12 Wo.)UK | US5 Platin · (15 Wo.)US | Erstveröffentlichung: 8. Mai 1983                           |
| 1983 | Human Nature                | DE64 (3 Wo.)DE | — | CH46 (3 Wo.)CH | UK62 Silber · (2 Wo.)UK | US7 Platin · (14 Wo.)US | Erstveröffentlichung: 12. Juli 1983                         |
| 1983 | P.Y.T. (Pretty Young Thing) | DE51 (5 Wo.)DE | — | CH92 (1 Wo.)CH | UK11 Gold · (9 Wo.)UK | US10 ×4Vierfachplatin · (16 Wo.)US | Erstveröffentlichung: 19. September 1983                    |
| 1983 | Thriller                    | DE9 (31 Wo.)DE | AT5 (13 Wo.)AT | CH3 (27 Wo.)CH | UK10 Platin · (56 Wo.)UK | US4 ×10Zehnfachplatin · (20 Wo.)US | Erstveröffentlichung: 12. November 1983                     |

Bei den europäischen Veröffentlichungen, speziell in Großbritannien und Deutschland, gab es folgende Unterschiede:
Hier war P.Y.T. (Pretty Young Thing) die letzte Single im März 1984 (GB) bzw. Mai 1984 (D), während Thriller in Großbritannien bereits im November 1983 ausgekoppelt wurde, in Deutschland dann im Januar 1984, ähnlich wie in den USA.
Human Nature kam außerdem in Großbritannien gar nicht als Single auf den Markt.

### Auszeichnungen für Musikverkäufe
| Land/Region                  | Auszeichnungen für Musikverkäufe (Land/Region, Auszeichnung, Verkäufe) | Verkäufe    |
| ---------------------------- | ---------------------------------------------------------------------- | ----------- |
| Argentinien (CAPIF)          | Diamant · + Gold (Thriller 25)                                         | 576.779     |
| Australien (ARIA)            | 17× Platin                                                             | 1.190.000   |
| Belgien (BRMA)               | Gold (Thriller 25)                                                     | (300.000)   |
| Brasilien (PMB)              | Gold (Thriller 25)                                                     | 2.030.000   |
| Dänemark (IFPI)              | 6× Platin (2008) + · 4× Platin (2023)                                  | (260.000)   |
| Deutschland (BVMI)           | 3× Platin                                                              | (1.500.000) |
| Europa (IFPI)                | Platin · + Platin (Thriller 25)                                        | 20.000.000  |
| Finnland (IFPI)              | Platin                                                                 | (119.061)   |
| Frankreich (SNEP)            | Diamant                                                                | (3.500.000) |
| Hongkong (IFPI/HKRIA)        | Platin                                                                 | 50.000      |
| Israel (IFPI)                | 2× Platin                                                              | 80.000      |
| Italien (FIMI)               | 4× Platin (Thriller 25)                                                | (200.000)   |
| Japan (RIAJ)                 | Gold                                                                   | 100.000     |
| Kanada (MC)                  | 3× Diamant · + Gold (Thriller 25)                                      | 3.040.000   |
| Mexiko (AMPROFON)            | 2× Diamant · + 5× Gold · + 3× Gold (Thriller 25)                       | 2.590.000   |
| Neuseeland (RMNZ)            | 12× Platin                                                             | 180.000     |
| Niederlande (NVPI)           | 8× Platin · + Gold (Thriller 25)                                       | (1.425.000) |
| Norwegen (IFPI)              | —                                                                      | (150.000)   |
| Österreich (IFPI)            | 8× Platin                                                              | (400.000)   |
| Polen (ZPAV)                 | Platin (Thriller 25)                                                   | (20.000)    |
| Portugal (AFP)               | Platin · + Platin (Thriller 25)                                        | (70.000)    |
| Schweden (IFPI)              | 4× Platin · + Gold (Thriller 25)                                       | (420.000)   |
| Schweiz (IFPI)               | 6× Platin · + Gold (Thriller 25)                                       | (315.000)   |
| Singapur (RIAS)              | —                                                                      | 25.000      |
| Spanien (Promusicae)         | Platin (Thriller 25)                                                   | (540.000)   |
| Südafrika (RISA)             | 3× Platin                                                              | 150.000     |
| Ungarn (MAHASZ)              | Platin                                                                 | (20.000)    |
| Vereinigte Staaten (RIAA)    | 34× Platin                                                             | 34.000.000  |
| Vereinigtes Königreich (BPI) | 15× Platin · + Platin (Thriller 25)                                    | (4.800.000) |
| Insgesamt                    | 10× Gold · 103× Platin · 9× Diamant ·                                  | 61.821.779  |

Hauptartikel: Michael Jackson/Auszeichnungen für Musikverkäufe